# Čerta (Kalačka mikroregija, Mađarska)
Čerta (mađ. Öregcsertő) je selo u jugoistočnoj Mađarskoj.
Zauzima površinu od 43,06 km četvornih.

## Zemljopisni položaj
Nalazi se u regiji Južni Alföld, na 46°31' sjeverne zemljopisne širine i 19°7' istočne zemljopisne dužine, nekoliko kilometara istočno od Dunava.

## Upravna organizacija
Upravno pripada kalačkoj mikroregiji u Bačko-kiškunskoj županiji. Poštanski broj je 6311. U sastav ovog naselja ulazi 4 km udaljeno selo Carna koje je nekada pripadalo Kirešu.

## Stanovništvo
U Čerti živi 972 stanovnika (2002.). Stanovnici su Mađari.